# Yakir Gabay
Yakir Gabay (hebräisch יקיר גבאי, geboren 1966 in Jerusalem) ist ein israelischer Geschäftsmann, der in London lebt. Gabay ist der Gründer der Immobilienfirma Aroundtown SA, die große Teile von Geschäftsimmobilien in deutschen und niederländischen Mittelzentren und Großstädten besitzt. Nach Forbes Einschätzung beträgt das Nettovermögen von Gabay 3,9 Milliarden US-Dollar (Stand: Dezember 2020).

## Leben
Yakir Gabay ist der Sohn von Meir Shmuel Gabay, der Generaldirektor des Justizministeriums war und sowohl als Beauftragter für den öffentlichen Dienst in Israel als auch als Präsident des Verwaltungsgerichts der Vereinten Nationen arbeitete. Yemima Gabay, seine Mutter, hatte eine leitende Funktion in der Staatsanwaltschaft und im Begnadigungsausschuss im Justizministerium inne.
Yakir Gabay wuchs in Jerusalem auf und studierte an der Hebrew University Jerusalem. Er hält einen BA Abschluss in Wirtschaft und Buchhaltung und einen MBA-Abschluss in Finanzwesen und Wirtschaft der Universität in Jerusalem.

## Laufbahn als Geschäftsmann
Yakir Gabay begann seine Karriere in der israelischen Liegenschaftsverwaltung Prospectus Department of Israel’s SEC.
Danach war er als Investmentbanker in Führungspositionen am Kapitalmarkt tätig. Mitte der 1990er Jahre war er CEO der Investment Banking Division der Bank Leumi. Anfang 2000 fungierte Gabay als Chairman und Partner von Gmul Investments, die Anlagen für Pensionsfonds, Immobilien und Wertpapiere im Gesamtwert von 30 Milliarden Dollar verwalteten.
Im Jahr 2004 begann Yakir Gabay in Berlin mit Immobilieninvestitionen und weitete seine Geschäftsfelder im Hotel-, Gewerbe- und Wohnimmobilienmarkt auf weitere Großstädte in Deutschland und die Niederlande aus. Mit verschiedenen Co-Investments, sowohl mit privaten Investoren als auch mit den größten Kapitalgebern beschloss er seine Finanzierungen. Die Immobilien liegen überwiegend in den Großstädten Deutschlands und den Niederlanden, einschließlich Berlin, Frankfurt, München, Hamburg, Düsseldorf, Köln, Stuttgart, Amsterdam und Rotterdam.

### Immobiliengesellschaften Aroundtown SA und Grand City Properties S.A.
Mitte 2012 hat Yakir Gabay das Immobilienunternehmen Grand City Properties S.A. mit einem Unternehmenswert von 150 Millionen Euro und einem Aktienpreis von 2,7 Euro emittiert. Die Emission gilt als die erfolgreichste der letzten zehn Jahre an der Frankfurter Börse, mit einem 9-fachen Anstieg des Aktienkurses von 2,7 auf 24,5 Euro pro Aktie innerhalb von sechs Jahren. Die Gesellschaft wird im Prime-Standard-Segment der Frankfurter Wertpapierbörse im Wert von 3,6 Milliarden Euro und einem Preis pro Aktie von 20 Euro (Stand: Dezember 2020) gehandelt und gehört zu den großen Aktienindizes wie dem MDAX. Grand City Properties S.A. gilt als viertgrößtes europäisches Wohnimmobilienunternehmen (basierend auf dem Marktwert).
Mitte 2015 notierte Gabay die Aktien der Aroundtown SA sowohl an der Euronext Paris als auch an der Frankfurter Börse im Wert von 1,5 Milliarden Euro und einem Aktionspreis von 3,2 Euro. Die Notierung war mit einer Verdoppelung des Aktienkurses von 3,2 auf 6,2 Euro je Aktie im Dezember 2020. Die Gesellschaft wird im Prime Standard der Frankfurter Wertpapierbörse mit einem Marktwert von 10 Milliarden Euro gehandelt und ist in den wichtigsten Aktienindizes wie dem MDAX enthalten.
Aroundtown SA ist das größte börsennotierte Gewerbeimmobilienunternehmen in Deutschland und das viertgrößte gewerbliche Immobilienunternehmen in Europa. Grand City Properties und Aroundtown wurden von Standard & Poor’s Global Ratings 2018 als BBB+ eingestuft. Aroundtown SA hat in Deutschland die beste Bewertung im Bereich Gewerbeimmobilien.

### Fusion mit TLG
Aroundtown, die größte börsennotierte Gewerbeimmobiliengesellschaft in Deutschland, fusionierte im Februar 2020 mit der TLG Immobilien AG, die an der Frankfurter Wertpapierbörse mit einer Marktkapitalisierung von über € 3 Mrd. gehandelt wurde. Die fusionierte Gesellschaft Aroundtown SA wird im Prime Standard der Frankfurter Wertpapierbörse mit einem Marktwert von € 10 Mrd. (Stand: Dezember 2020) gehandelt und ist in den wichtigsten Aktienindizes wie dem MDAX enthalten. Die Bilanzsumme von Aroundtown belief sich im dritten Quartal 2020 auf über € 32 Mrd.
Gabay hält einen 10 % Anteil an der Aroundtown SA (Stand Dezember 2020), welche ein Bilanzvermögen in Höhe von mehr als 17 Milliarden Euro, ein Eigenkapital von 8,5 Milliarden Euro und eine jährliche Dividendenzahlung von 300 Millionen Euro hat. Im Jahr 2017 betrug der Nettogewinn von Aroundtown SA 1,5 Milliarden Euro und im ersten Halbjahr 2018 war es ein Nettogewinn von rund einer Milliarde Euro. Ab dem ersten Quartal 2020 beläuft sich die Bilanzsumme von Aroundtown, dem drittgrößten europäischen Immobilienunternehmen, auf über 32 Mrd. EUR. Das gesamte Eigenkapital erreichte 16,2 Mrd. EUR, und der Nettogewinn im Jahr 2019 betrug 1,7 Mrd. EUR.

### Die Aktionäre und Aktien
Die weiteren Aktionäre des Unternehmens sind große institutionelle Investoren wie BlackRock, Fidelity Investments, Versicherungsgesellschaften wie Allianz und Generali und Staatsfonds wie Temasek (Singapur). In den Jahren 2016 bis 2018 hat Aroundtown SA an den globalen Aktien- und Anleihemärkten über 10 Milliarden Euro platziert und gilt in diesem Zeitraum als größter Immobilienemittent an den europäischen Kapitalmärkten. Die Mittel wurden über die weltweit größten Banken wie JPMorgan, Goldman Sachs, Bank of America, Morgan Stanley, Deutsche Bank, UBS, HSBC und andere aufgebracht. Das Unternehmen besitzt mehr als 300 Bürogebäude und 100 Hotels, hauptsächlich in Deutschland, den Niederlanden und London.
Aroundtown SA besitzt (über ihre Tochter Edolaxia Group) 40 Prozent der Grand City Properties, zu deren Portfolio 60.000 Wohneinheiten in Deutschland und 3.000 Apartments in London im Wert von rund 7 Milliarden Euro gehören.

### Die Managementstrategie
Die Strategie der Unternehmen basiert auf dem Erwerb von Immobilien an zentralen Standorten in den größten Städten Deutschlands und den Niederlanden, deren Verbesserung und Optimierung der Rendite und ein effizientes Management.